# Dilobocondyla chapmani
Dilobocondyla chapmani är en myrart som beskrevs av Wheeler 1924. Dilobocondyla chapmani ingår i släktet Dilobocondyla och familjen myror.

## Underarter
Arten delas in i följande underarter:
- D. c. chapmani
- D. c. rufobrunnea